# Grand Prix de Wallonie 1995
La 36e édition du Grand Prix de Wallonie a eu lieu le 25 mai 1995. Elle a été remportée par l'Italien Andrea Chiurato.

## Classement final
Andrea Chiurato remporte la course en parcourant les 201,6 kilomètres en 4 h 45 à la vitesse moyenne de 42,442 km/h.
| Classement final, | Classement final,   | Classement final, | Classement final,           | Classement final, |
|                   | Coureur             | Pays              | Équipe                      | Temps             |
| ----------------- | ------------------- | ----------------- | --------------------------- | ----------------- |
| 1er               | Andrea Chiurato     | Italie            | Mapei-GB                    | en 4 h 45 min 0 s |
| 2e                | Maarten den Bakker  | Pays-Bas          | TVM-Gazelle                 | + 51 s            |
| 3e                | Fausto Dotti        | Italie            | Brescialat                  | + 1 min 2 s       |
| 4e                | Thomas Fleischer    | Allemagne         | Collstrop-Lystec            |                   |
| 5e                | Jean-Claude Colotti | France            | Gan-Merckx                  |                   |
| 6e                | Erwin Thijs         | Belgique          | Vlaanderen 2002-Eddy Merckx |                   |
| 7e                | Jelle Nijdam        | Pays-Bas          | TVM-Gazelle                 |                   |
| 8e                | Henk Vogels         | Australie         | Novell-Decca-Colnago        |                   |
| 9e                | Oleg Bakhmetiev     | Russie            | Sputnik-Soi                 |                   |
| 10e               | Sammie Moreels      | Belgique          | Lotto-Isoglass-Echo         |                   |
| modifier          |                     |                   |                             |                   |